# Douce France (film, 2020)
Pour les articles homonymes, voir Douce France.
Pour plus de détails, voir Fiche technique et Distribution.
Douce France est un film documentaire réalisé par Geoffrey Couanon, sorti en 2020.

## Synopsis
Des lycéens enquêtent sur le projet EuropaCity...

## Fiche technique
- Réalisation : Geoffrey Couanon
- Musique : Le Skeleton Band
- Genre : documentaire
- Société de distribution : Jour2Fête
- Pays de production :  France
- Date de sortie :
  - France : 6 mai 2020 (en ligne sur La Vingt-cinquième heure) ; 16 juin 2021 (sortie en salles)